# Andrew Kevin Walker
Andrew Kevin Walker (Altoona, 14 augustus 1964) is een Amerikaans scenarioschrijver en scriptdoctor.

## Biografie
Andrew Kevin Walker werd in 1964 geboren in Altoona (Pennsylvania), maar groeide op in Mechanicsburg. In 1982 sloot hij zich aan bij Pennsylvania State University, waar hij filmopleiding volgde. In 1986 behaalde hij aan de universiteit een bachelor in film en video.

## Carrière
Na zijn studies verhuisde Walker naar New York, waar hij een werknemer werd van de platenwinkel Tower Records. In 1991 schreef hij met Seven een script over een fictieve seriemoordenaar, waarna hij naar Los Angeles verhuisde om het script te verkopen. Via scenarist David Koepp belandde het project bij New Line Cinema. De duistere toon en het schokkend einde van Walkers script zorgden echter voor terughoudendheid bij de studio, die meermaals probeerde om Walkers werk aan te passen.
Midden jaren 1990 schreef Walker voor de HBO-serie Tales from the Crypt. Daarnaast werkte hij ook mee aan de scripts van de horrorfilms Brainscan (1994) en Hideaway (1995). Ondertussen liet New Line Cinema het script van Seven verfilmen door regisseur David Fincher, die ondanks druk van de studio Walkers duistere toon en ophefmakend einde behield. De film met hoofdrolspelers Morgan Freeman en Brad Pitt werd een financieel succes en betekende Walkers grote doorbraak.
Eind jaren negentig werd met 8MM (1999) opnieuw een van zijn eigen scripts verfilmd. Net als bij Seven wilde de studio het script van Walker drastisch aanpassen en minder duister maken. Dit zorgde voor een breuk tussen Walker en regisseur Joel Schumacher, die de kant van de studio koos. Walker stapte op en weigerde zelfs om de afgewerkte film te zien.
In dezelfde periode vormde hij samen met Kevin Yagher het kort verhaal The Legend of Sleepy Hollow (1820) om tot het script Sleepy Hollow. Het project werd in 1999 verfilmd door Tim Burton en Johnny Depp.
In de jaren 2000 werkte Walker aan het script van The Wolfman. Verschillende regisseurs werden voor de remake overwogen. Universal Studios koos uiteindelijk in 2008 voor regisseur Joe Johnston, waarna die David Self inschakelde om het script van Walker te bewerken.
In 2016 schreef hij met Nerdland een animatiefilm voor volwassenen. Onder meer Paul Rudd, Patton Oswalt en Mike Judge werkten aan het project mee. De film kreeg een bioscooppremière, maar werd nadien via video on demand uitgebracht.

### Overige projecten
Na het succes van Seven werd Walker een veelgevraagde scriptdoctor in Hollywood. Zo schreef hij mee aan Event Horizon (1997) en Stir of Echoes (1999). In dienst van David Fincher werkte hij ook mee aan de thrillers The Game (1997) en Fight Club (1999). Voor geen enkele van deze films kreeg hij een officiële vermelding in de credits.
In 1994 schreef Walker een van de eerste versies van het script van de superheldenfilm X-Men (2000). Nadien schreef hij ook een script over de Marvel-superheld Silver Surfer dat nooit verfilmd werd. Hij werkte in dienst van Warner Brothers ook aan een project met de titel Batman vs. Superman, maar de studio gaf uiteindelijk met Batman Begins (2005) en Superman Returns (2006) de voorkeur aan twee andere projecten. Regisseur Wolfgang Petersen toonde een poos interesse in Walkers versie van Batman vs. Superman, maar het project werd in 2016 door de release van Batman v Superman: Dawn of Justice definitief opgedoekt.
Voor Fincher schreef Walker ook een remake van The Reincarnation of Peter Proud (1975) en een sequel van The Girl with the Dragon Tattoo (2011). Beide scripts werden niet verfilmd.

## Filmografie

### Film
- Brainscan (1994)
- Hideaway (1995)
- Seven (1995)
- 8MM (1999)
- Sleepy Hollow (1999)
- The Wolfman (2010)
- Nerdland (2016)

### Televisie
- Tales from the Crypt (1993)
- Perversions of Science (1997)

## Prijzen en nominaties
| Film         | Prijs       | Categorie                | Uitslag     |
| ------------ | ----------- | ------------------------ | ----------- |
| Seven (1995) | BAFTA Award | Beste originele scenario | Genomineerd |